# Dave (rapper)
David Orobosa Omoregie (1998. június 5. –), művésznevén Dave vagy Santan Dave, brit rapper, énekes, dalszerző, producer és színész. Gyakran méltatják tudatos líraisága és szójátéka miatt. Az egyik legelismertebb brit rapper.
2016-ban adta ki debütáló középlemezét, a Six Paths-t, több sikeres kislemez kiadása után, mint a Thiago Silva, AJ Tracey-vel. Ugyanebben az évben Drake, kanadai rapper kiadta Dave Wanna Know dalának egy remixét. Második EP-jét Dave 2017-ben adta ki, Game Over címen. 2018-ban a Question Time című, politikai töltetű dala (amelyben a brit kormányhoz szólt) Ivor Novello-díjat nyert. Ugyanebben az évben kiadta Funky Friday című kislemezét, amely az első helyig jutott a Brit kislemezlistán és platina minősítést szerzett.
Debütáló albumát, a Psychodrama-t (2019) méltatták, első helyen debütált a UK Albums Chart-on, az első hetében legtöbbet streamelt brit rapalbum lett. Az album Mercury-díjat nyert és a 2020-as Brit Awards-díjátadón győztes volt az Év albuma kategóriában. Színészi karrierjét a Nagykutya című Netflix-sorozatban kezdte meg.

## Korai évek
David Orobosa Omoregie 1998. június 5-én született Brixtonba, Dél-Londonban, nigériai szülőkhöz, három testvér legfiatalabbja. Apja, Frank Omoregie lelkész, anyja, Juliet Doris Omoregie pedig nővér. Apját a rapper pár hónapos korában deportálták Nigériába, miután kiderült, hogy nem misszionárius, hanem látogatói vízuma volt. JUliet maradhatott, hogy felnevelje gyermekeit. Streathamben nőtt fel, tizenéves korában kezdett zenét szerezni és dalszöveget írni. 14 éves korában kapott anyjától egy zongorát. Testvérét, Christopher-t életfogytiglan börtönbüntetésre ítélték (legalább 18 év letöltendő büntetéssel), miután részt vett a 15 éves Sofyen Belamouadden 2010-es meggyilkolásában a londoni Victoria pályaudvaron. Idősebb testvérét, Benjamin-t négy évre bebörtönözték sikkasztásért.
Dave Omoregie a St Mark's Academy-re járt iskolába, majd a Richmond upon Thames College-ban végezte tanulmányait, ahol jogot, filozófiát és etikát tanult, hangmérnökség és politika mellett. Helyet szerzett a leicesteri De Montfort Egyetemen, de nem kezdte meg tanulmányait, inkább zenei karrierjére koncentrált. A Manchester United FC rajongója.

## Zenei karrier

### 2015–2017: karrier kezdete és aSix Paths
Dave a BL@CKBOX platformon debütált 2015 májusában, ahol kiadta Mid Summer Night kislemezét a Mixtape Madness részeként. 2015 novemberében a 1138 DripSquad-dal előadta a Warm Up Session-t. Debütáló freesytle-ja a BBC Radio 1Xtra, Fire in the Booth műsorán 2016 márciusában volt. 2016 augusztusában volt első fellépése egy fesztiválon, a Bestival-on AJ Tracey-vel, ahol előadták a Thiago Silva című kislemezüket. 2016 októberében fellépett a Red Bull Music Academy turné keretei között.
Miután több kislemezt is kiadott, Dave megjelentette debütáló középlemezét, a Six Paths-t, 2016. szeptember 30-án. Az EP producerei Dave, Fraser T Smith, illetve 169 voltak és 76. helyen debütált a UK Albums Chart-on.
2016 októberében Drake kiadta Dave Wanna Know dalának remixét az OVO Sound rádión, amelyen az előbbi közreműködött és megjelent kislemezként is. A dal 72. helyen debütált a OCC-n, majd az 51. hely lett legmagasabb pozíciója.

### 2017–present: aGame Overés aPsychodrama
2017-ben Dave kiadta a Samantha kislemezét, amelyen közreműködött J Hus és 63. helyig jutott a Brit kislemezlistán. Az év egyik legnagyobb dala lett, amely nem érte el a lista legjobb 40 helyét. Ezen kívül megjelentette még a Revenge, 100M's és a Tequila kislemezeket.
2017. október 9-én bejelentette második középlemezét, a Game Over-t és első turnéját. A középlemezt megelőzte a Question Time megjelenése, amelyet függetlenül adott ki. A Game Over 2017. november 3-án jelent meg, a No Words kislemezzel együtt. A Game Over 13. helyen debütált a UK Albums Chart-on, míg a No Words 17. helyig jutott a Brit kislemezlistán. A Question Time 2018 májusában Ivor Novello-díjat nyert Dave-nek, Legjobb kortárs dal kategóriában.
Dave 2017-ben nyerte el első MOBO-díját, a Best Newcomer Act kategóriában. 2018. február 27-én kiadta a Hangman kislemezét.
Egy hét hónapos hiátust követően Dave kiadta a Funky Friday-t Fredo-val, 2018. október 4-én. A dal első helyen debütált az Egyesült KIrályságban, ez először sikerült a rappernek. miután utalt rá a BBC Radio 1-nal készített interjúkban, majd hivatalosan is bejelentette március 3-án, 2019. március 8-án megjelent Psychodrama című debütáló albuma. A lemez első helyen debütált a UK Albums Chart-on, 26 ezer eladott példánnyal. Az első héten legtöbbször streamelt brit rapalbum lett, túlszárnyalva Stormzy Gang Signs & Prayer-jét. A Disaster, a Streatham és a Location dalok pedig 8., 9. és 11. helyen debütáltak a Brit kislemezlistán. A Psychodrama egyike a 100 legmagasabb értékelést kapó hiphopalbumnak a Metacritic weboldalon. 2019. június 30-án karrierjében először fellépett a Glastonbury Fesztiválon. 2019 szeptemberében Mercury-díjat, majd 2020 februárjában BRITs-díjat nyert Psychodrama albumáért. Az utóbbi díjátadón előadta Black című dalát.

## Diszkográfia

### Stúdióalbumok
| Cím                               | Részletek                                                                                                 | Slágerlista        | Slágerlista        | Slágerlista        | Slágerlista        | Minősítések        |
| Cím                               | Részletek                                                                                                 | UK                 | UKR&B              | UKDL               | IRE                | Minősítések        |
| --------------------------------- | --- | ------------------ | ------------------ | ------------------ | ------------------ | ------------------ |
| Psychodrama                       | - Megjelent: 2019. március 8. - Kiadó: Neighbourhood - Formátumok: CD, LP, streaming, digitális letöltés  | 1                  | 1                  | 5                  | 6                  | - BPI: Arany       |
| We Are All Alone In This Together | - Megjelenés: 2021. július 23. - Kiadó: Neighbourhood - Formátumok: CD, LP, streaming, digitális letöltés | Még nem jelent meg | Még nem jelent meg | Még nem jelent meg | Még nem jelent meg | Még nem jelent meg |

### Középlemezek
| Cím       | Részletek                                                                                        | Slágerlista | Slágerlista | Slágerlista | Slágerlista | Minősítések  |
| Cím       | Részletek                                                                                        | UK          | UK R&B      | UKInd.      | UKDL        | Minősítések  |
| --------- | ------------------------------------------------------------------------------------------------ | ----------- | ----------- | ----------- | ----------- | ------------ |
| Six Paths | - Megjelent: 2016. szeptember 30. - Kiadó: független - Formátumok: Streaming, digitális letöltés | 76          | 7           | 20          | 21          |              |
| Game Over | - Megjelent: 2017. november 3. - Kiadó: független - Formátumok: Streaming, digitális letöltés    | 13          | 2           | 1           | 3           | - BPI: Ezüst |

### Kislemezek
| Cím                                           | Év   | Slágerlista | Slágerlista | Slágerlista | Slágerlista | Slágerlista | Minősítések       | Album                  |
| Cím                                           | Év   | UK          | UK R&B      | UKDL        | UKInd.      | IRE         | Minősítések       | Album                  |
| --------------------------------------------- | ---- | ----------- | ----------- | ----------- | ----------- | ----------- | ----------------- | ---------------------- |
| "JKYL+HYD"                                    | 2016 | —           | —           | —           | —           | —           |                   | nem jelent meg albumon |
| "Thiago Silva" (AJ Tracey-vel)                | 2016 | 36          | 7           | —           | —           | 38          | - BPI: Platina    | nem jelent meg albumon |
| "Wanna Know" (Remix) (Drake közreműködésével) | 2016 | 51          | 9           | 60          | 35          | —           | - BPI: Arany      | nem jelent meg albumon |
| "Samantha" (J Hus közreműködésével)           | 2017 | 63          | 7           | 87          | 5           | —           | - BPI: Platina    | nem jelent meg albumon |
| "Revenge"                                     | 2017 | —           | —           | —           | —           | —           |                   | nem jelent meg albumon |
| "100M's"                                      | 2017 | —           | —           | —           | —           | —           |                   | nem jelent meg albumon |
| "Tequila"                                     | 2017 | 86          | 25          | —           | —           | —           | - BPI: Ezüst      | nem jelent meg albumon |
| "Question Time"                               | 2017 | —           | —           | —           | —           | —           |                   | Game Over              |
| "No Words" (MoStack közreműködésével)         | 2017 | 17          | 5           | 78          | 1           | —           | - BPI: Platina    | Game Over              |
| "Hangman"                                     | 2018 | 30          | 13          | —           | —           | 80          | - BPI: Ezüst      | nem jelent meg albumon |
| "Funky Friday" (Fredo közreműködésével)       | 2018 | 1           | 1           | 12          | —           | 21          | - BPI: Platina    | nem jelent meg albumon |
| "Black"                                       | 2019 | 40          | 10          | —           | —           | 81          | - BPI: Ezüst      | Psychodrama            |
| "Streatham"                                   | 2019 | 9           | 3           | 64          | —           | 21          | - BPI: Arany      | Psychodrama            |
| "Location" (Burna Boy közreműködésével)       | 2019 | 6           | 3           | —           | —           | 20          | - BPI: 2× Platina | Psychodrama            |
| "Disaster" (J Hus közreműködésével)           | 2019 | 8           | 2           | —           | —           | 23          | - BPI: Arany      | Psychodrama            |
| "Paper Cuts"                                  | 2019 | 15          | —           | —           | —           | 35          |                   | Ismeretlen             |

#### Közreműködő előadóként
| Cím                                          | Év   | Slágerlista | Slágerlista | Slágerlista | Minősítés    | Album        |
| Cím                                          | Év   | UK          | UK R&B      | IRE         | Minősítés    | Album        |
| -------------------------------------------- | ---- | ----------- | ----------- | ----------- | ------------ | ------------ |
| "U Can Stand Up" (előadó: Avelino)           | 2018 | —           | —           | —           |              | NO BULLSHIT  |
| "Got You" (előadó: 169 featuring)            | 2018 | —           | —           | —           |              | Seasons      |
| "18Hunna" (előadó: Headie One)               | 2019 | 6           | 3           | 75          | - BPI: Ezüst | Music x Road |
| "All I Ever Wanted" (előadó: Fredo)          | 2019 | 15          | 6           | 74          |              | Third Avenue |
| "Playing for Keeps" (előadó: D-Block Europe) | 2019 | 21          | —           | —           |              | PTSD         |
| "Cassius Clay" (előadó: Avelino)             | 2019 | —           | —           | —           |              | TBA          |

### Egyéb slágerlistás dalok
| Cím                                                                  | Év   | Slágerlista | Slágerlista | Slágerlista | Slágerlista | Slágerlista | Slágerlista | Minősítés    | Album                       |
| Cím                                                                  | Év   | UK          | UK R&B      | UKDL        | UKInd.      | ARG         | IRE         | Minősítés    | Album                       |
| -------------------------------------------------------------------- | ---- | ----------- | ----------- | ----------- | ----------- | ----------- | ----------- | ------------ | --------------------------- |
| "Peligro" (előadó: Giggs)                                            | 2017 | 53          | 20          | —           | —           | —           | —           | - BPI: Ezüst | Wamp 2 Dem                  |
| "My 19th Birthday"                                                   | 2017 | 55          | 25          | —           | —           | —           | —           |              | Game Over                   |
| "How I Met My Ex"                                                    | 2017 | 32          | 13          | 93          | 4           | —           | —           |              | Game Over                   |
| "Psycho"                                                             | 2019 | —           | —           | —           | —           | —           | —           | - BPI: Ezüst | Psychodrama                 |
| "Screwface Capital"                                                  | 2019 | —           | —           | —           | —           | —           | —           | - BPI: Ezüst | Psychodrama                 |
| "Stinking Rich" (előadó: MoStack & J Hus)                            | 2019 | 19          | —           | —           | —           | —           | 74          |              | Stacko                      |
| "Nothing on You" (Ed Sheeran; Paulo Londra és Dave közreműködésével) | 2019 | —           | 35          | —           | —           | 19          | —           |              | No.6 Collaborations Project |
| "Professor X"                                                        | 2019 | 12          | 16          | —           | —           | —           | 26          | - BPI: Arany | Top Boy                     |
| "God's Eye"                                                          | 2019 | 90          | —           | —           | —           | —           | —           |              | Top Boy                     |
| "Straight Murder" (Giggs közreműködésével)                           | 2020 | 35          | —           | —           | —           | —           | —           |              | Now or Never                |

### Vendégszereplések
| Cím                        | Év   | További előadó(k)                                                               | Album                                                |
| -------------------------- | ---- | ------------------------------------------------------------------------------- | ---------------------------------------------------- |
| "Spirit Bomb" (Remix)      | 2016 | AJ Tracey, Drifter, Cadell, Skits, Capo Lee, Merky Ace, PK, Trims & Central Cee | Non-album remix                                      |
| "Peligro"                  | 2017 | Giggs                                                                           | Wamp 2 Dem                                           |
| "U Can Stand Up / Royal"   | 2017 | Avelino                                                                         | NO BULLSHIT                                          |
| "Venting"                  | 2018 | Nines                                                                           | Crop Circle                                          |
| "Stinking Rich"            | 2019 | MoStack, J Hus                                                                  | Stacko                                               |
| "Nothing on You"           | 2019 | Ed Sheeran, Paulo Londra                                                        | No.6 Collaborations Project                          |
| "Professor X"              | 2019 | —                                                                               | Top Boy – A Selection of MusicInspired by the Series |
| "God's Eye"                | 2019 | —                                                                               | Top Boy – A Selection of MusicInspired by the Series |
| "Children of the Internet" | 2020 | Future Utopia, Es Devlin                                                        | 12 Questions                                         |
| "Straight Murder"          | 2020 | Giggs                                                                           | Now or Never                                         |

## Filmográfia
| Év   | Cím       | Szerep | Jegyzet |
| ---- | --------- | ------ | ------- |
| 2019 | Nagykutya | Modie  | 3. évad |

## Díjak
| Év   | Díjátadó                  | Kategória                       | Győztes/Munka | For.   |
| ---- | ------------------------- | ------------------------------- | ------------- | ------ |
| 2017 | MOBO Awards               | Best Newcomer                   | Dave          | [ 40 ] |
| 2018 | Ivor Novello-díj          | Best Contemporary Song          | Question Time | [ 41 ] |
| 2018 | AIM Awards                | Most Played New Independent Act | Dave          | [ 42 ] |
| 2019 | GQ Men of the Year Awards | Breakthrough Music Act          | Dave          | [ 43 ] |
| 2019 | Mercury-díj               | Best Album                      | Psychodrama   | [ 35 ] |
| 2019 | AIM Awards                | Best Independent Album          | Psychodrama   | [ 44 ] |
| 2019 | AIM Awards                | Best Independent Track          | Funk Friday   | [ 44 ] |
| 2020 | Brit Awards               | Album of the Year               | Psychodrama   | [ 45 ] |